# Привольне (Ілецький район)
Приво́льне (рос. Привольное) — село у складі Ілецького району Оренбурзької області, Росія.
Стара назва — Привольний.

## Населення
Населення — 1179 осіб (2010; 1234 у 2002).
Національний склад (станом на 2002 рік):
- росіяни — 76 %